# Thùa hoa nhỏ
Thùa hoa nhỏ (danh pháp hai phần: Agave parviflora) là một loài thực vật có hoa trong họ Măng tây. Loài này được John Torrey mô tả khoa học đầu tiên năm 1858.

## Hình ảnh

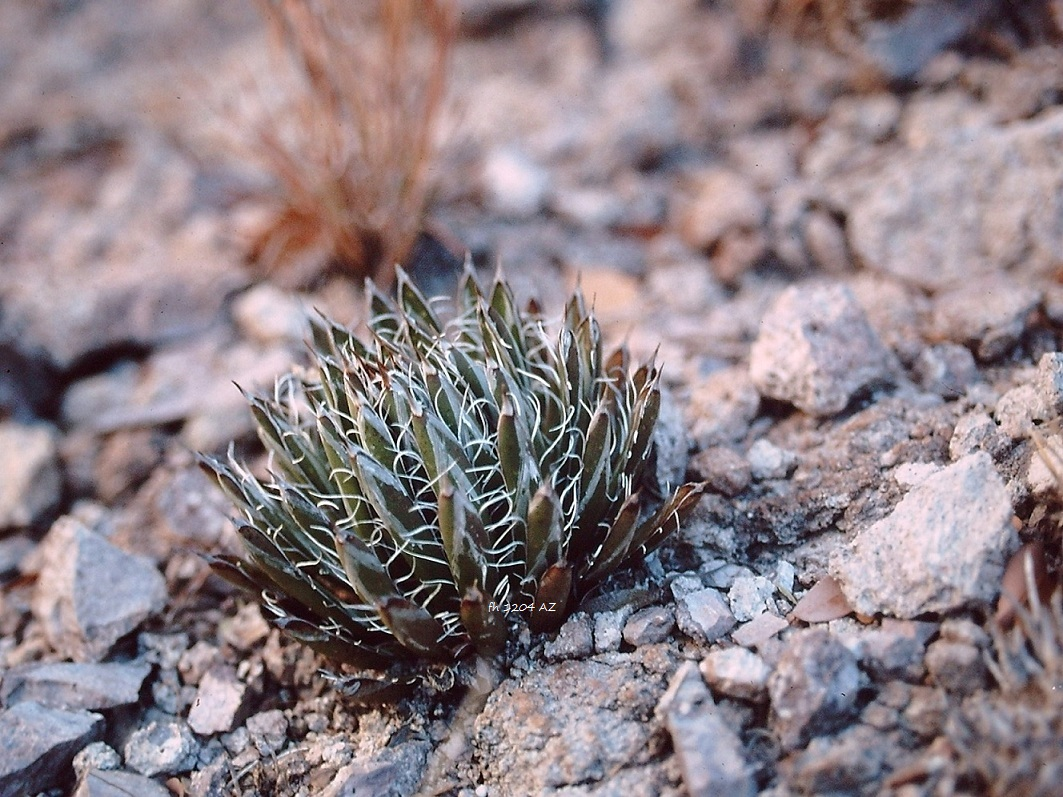
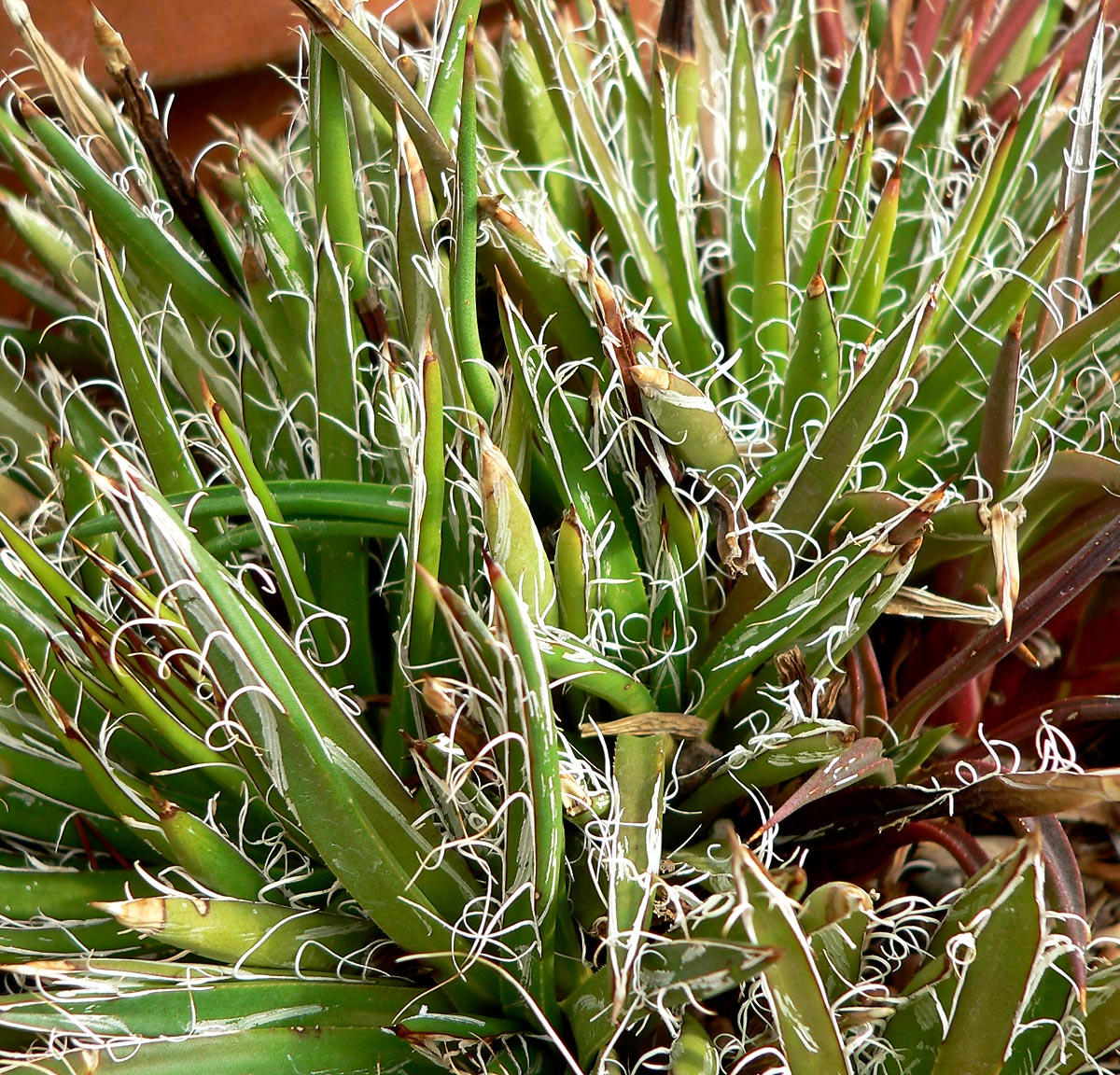
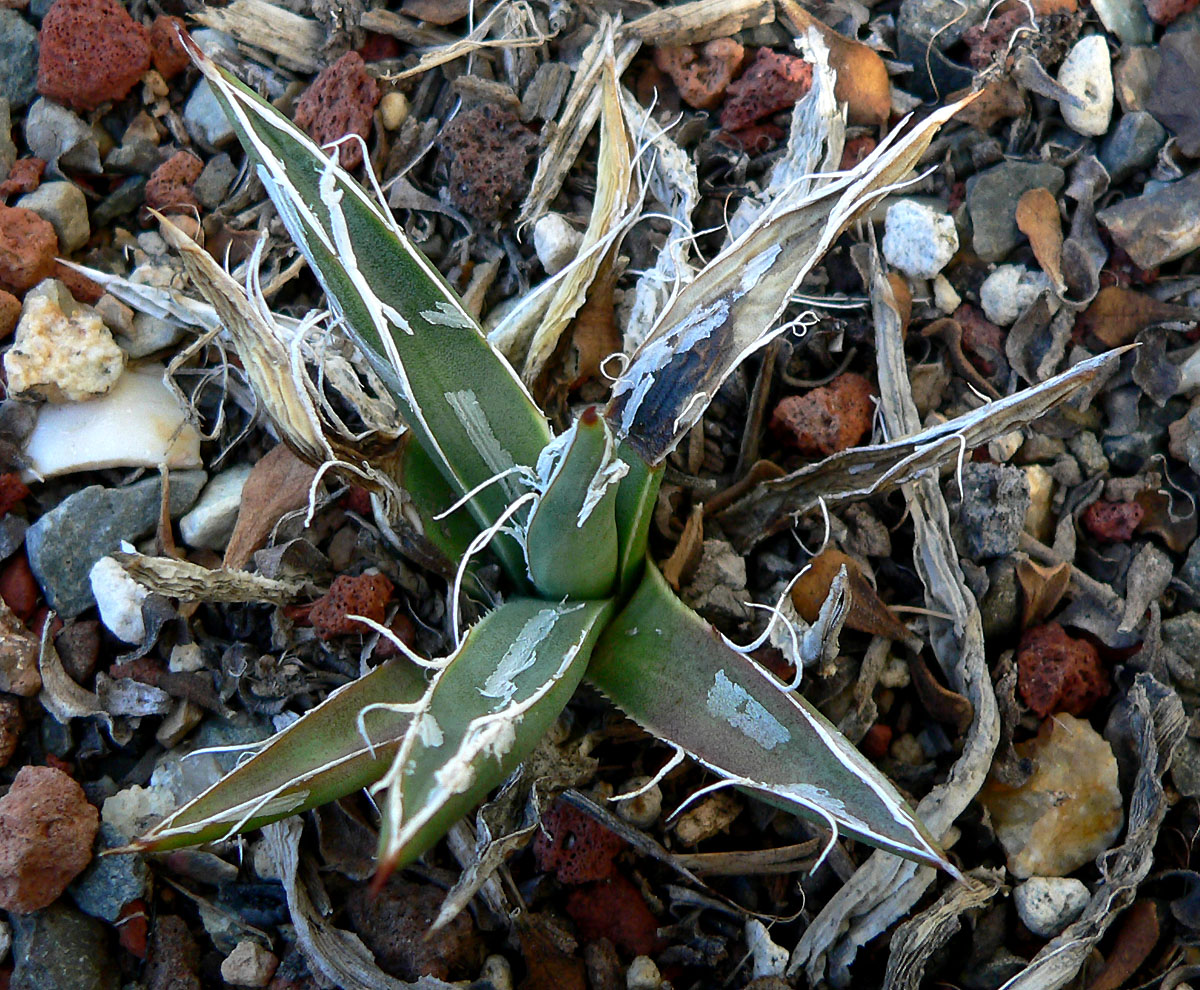
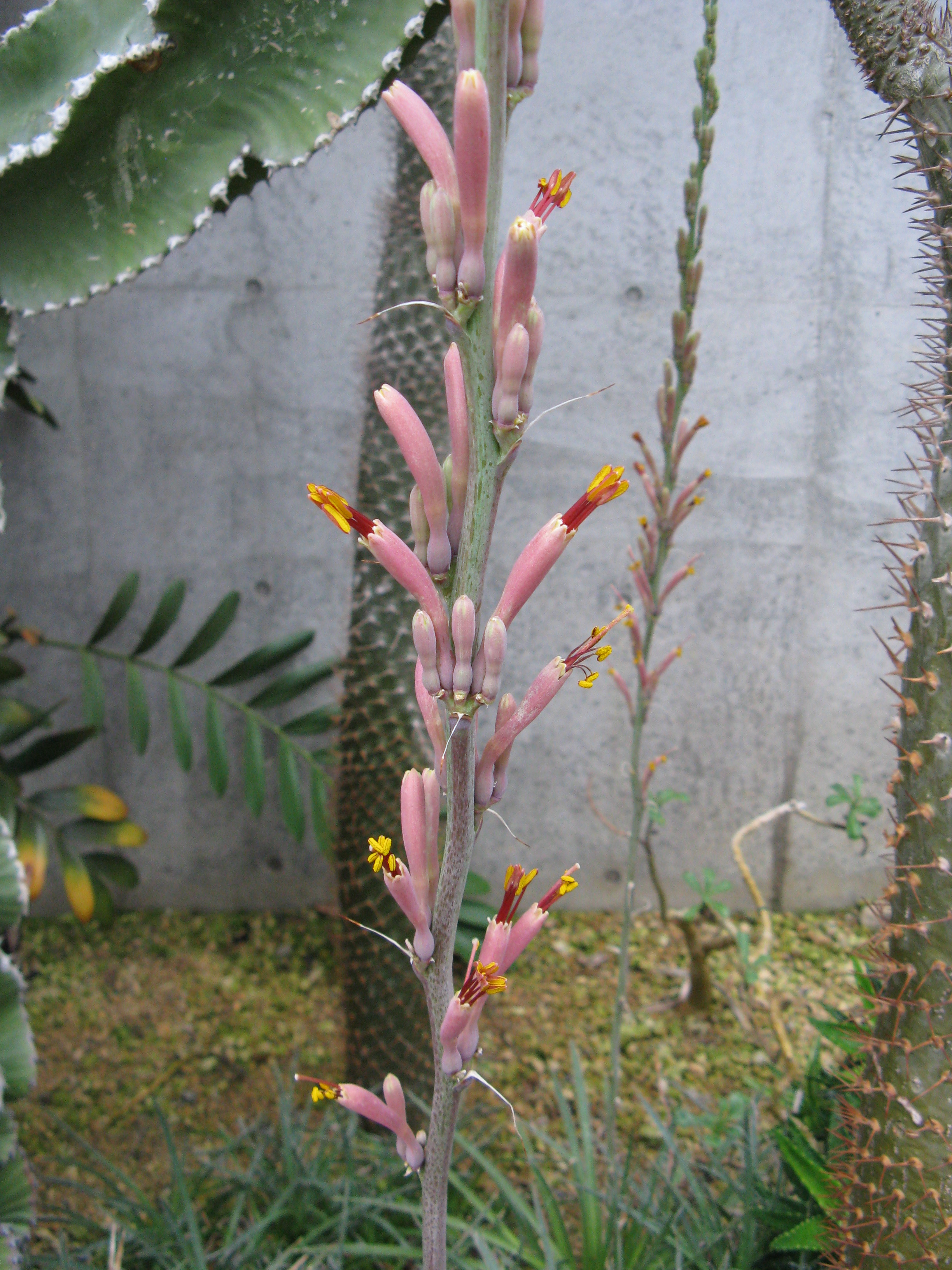